# Мосзеедорф
Мосзедорф (нем. Moosseedorf) — коммуна в Швейцарии, в кантоне Берн.
Входит в состав округа Фраубруннен. Население составляет 3458 человек (на 31 декабря 2006 года). Официальный код — 0544.